# Сісиці
Сісиці (пол. Sisice) — село в Польщі, у гміні Ґзи Пултуського повіту Мазовецького воєводства.
Населення — 80 осіб (2011).
У 1975-1998 роках село належало до Цехановського воєводства.

## Демографія
Демографічна структура станом на 31 березня 2011 року:
|          | Загалом | Допрацездатний вік | Працездатний вік | Постпрацездатний вік |
| -------- | ------- | ------------------ | ---------------- | -------------------- |
| Чоловіки | 42      | 8                  | 28               | 6                    |
| Жінки    | 38      | 4                  | 26               | 8                    |
| Разом    | 80      | 12                 | 54               | 14                   |